# Ephippiandra myrtoidea
Ephippiandra myrtoidea là một loài thực vật có hoa trong họ Monimiaceae. Loài này được Decne. mô tả khoa học đầu tiên năm 1858.